# (34249) Leolo
2000 QY108 (asteroide 34249) é um asteroide da cintura principal. Possui uma excentricidade de 0.13451110 e uma inclinação de 5.03214º.
Este asteroide foi descoberto no dia 29 de agosto de 2000 por LINEAR em Socorro.